# Franska Senegal
Franska Senegal var en fransk koloni och en del av Franska Västafrika. Den omfattade landet söder om nedre Senegal från Atlanten till Falémé i öster, till Portugisiska Guinea och Franska Guinea i söder, förutom ett smalt område längs nedre Gambiafloden, som tillhörde Storbritannien.

## Historia
Senegal torde ha fått sitt namn efter ett riket Sanaghana, som nämnes i europeiska källor från
1351 och framgent. Redan under senare delen av 1400-talet började européerna sätta sig fast
på Senegals kust. 1626 grundade fransmännen Saint-Louis, och Frankrikes rätt till Senegal-området bekräftades av övriga makter i freden i Nijmegen
1679.
Det stora namnet i Senegals kolonisationshistoria är Louis Faidherbe (generalguvernör
1854—65). det småningom starkt utvidgade Senegal ingick sedan 1904 i Franska Västafrika. 